# 43955 Fixlmüller
43955 Fixlmüller è un asteroide della fascia principale. Scoperto nel 1997, presenta un'orbita caratterizzata da un semiasse maggiore pari a 2,3660293 UA e da un'eccentricità di 0,0402794, inclinata di 0,28114° rispetto all'eclittica.
L'asteroide era stato inizialmente battezzato 43955 Fixmüller per poi essere corretto nella denominazione attuale.
L'asteroide è dedicato al benedettino e astronomo austriaco Placidus Fixlmüller.